# Tiến Thắng, Gia Viễn
Tiến Thắng là một xã thuộc huyện Gia Viễn, tỉnh Ninh Bình, Việt Nam.

## Địa lý
Xã Tiến Thắng cách trung tâm thành phố Hoa Lư 15 km, có vị trí địa lý:
- Phía đông giáp xã Gia Tân
- Phía tây giáp xã Gia Sinh và xã Gia Trung
- Phía nam giáp thành phố Hoa Lư
- Phía bắc giáp xã Gia Lập và xã Gia Phương.

Xã Tiến Thắng có diện tích 12,42 km², dân số năm 2023 là 19.202 người, mật độ dân số đạt 1.041 người/km².

## Lịch sử
Ngày 10 tháng 12 năm 2024, Ủy ban Thường vụ Quốc hội ban hành Nghị quyết số 1318/NQ-UBTVQH15 về việc sắp xếp đơn vị hành chính cấp huyện, cấp xã của tỉnh Ninh Bình giai đoạn 2023 – 2025 (nghị quyết có hiệu lực từ ngày 1 tháng 1 năm 2025). Theo đó, thành lập xã Tiến Thắng thuộc huyện Gia Viễn trên cơ sở toàn bộ 4,43 km² diện tích tự nhiên, quy mô dân số là 5.547 người của xã Gia Tiến và toàn bộ 4,74 km² diện tích tự nhiên, quy mô dân số là 4.001 người của xã Gia Thắng.
Xã Tiến Thắng có 9,17 km² diện tích tự nhiên và quy mô dân số là 9.548 người.

## Văn hóa

### Đền Thánh Nguyễn

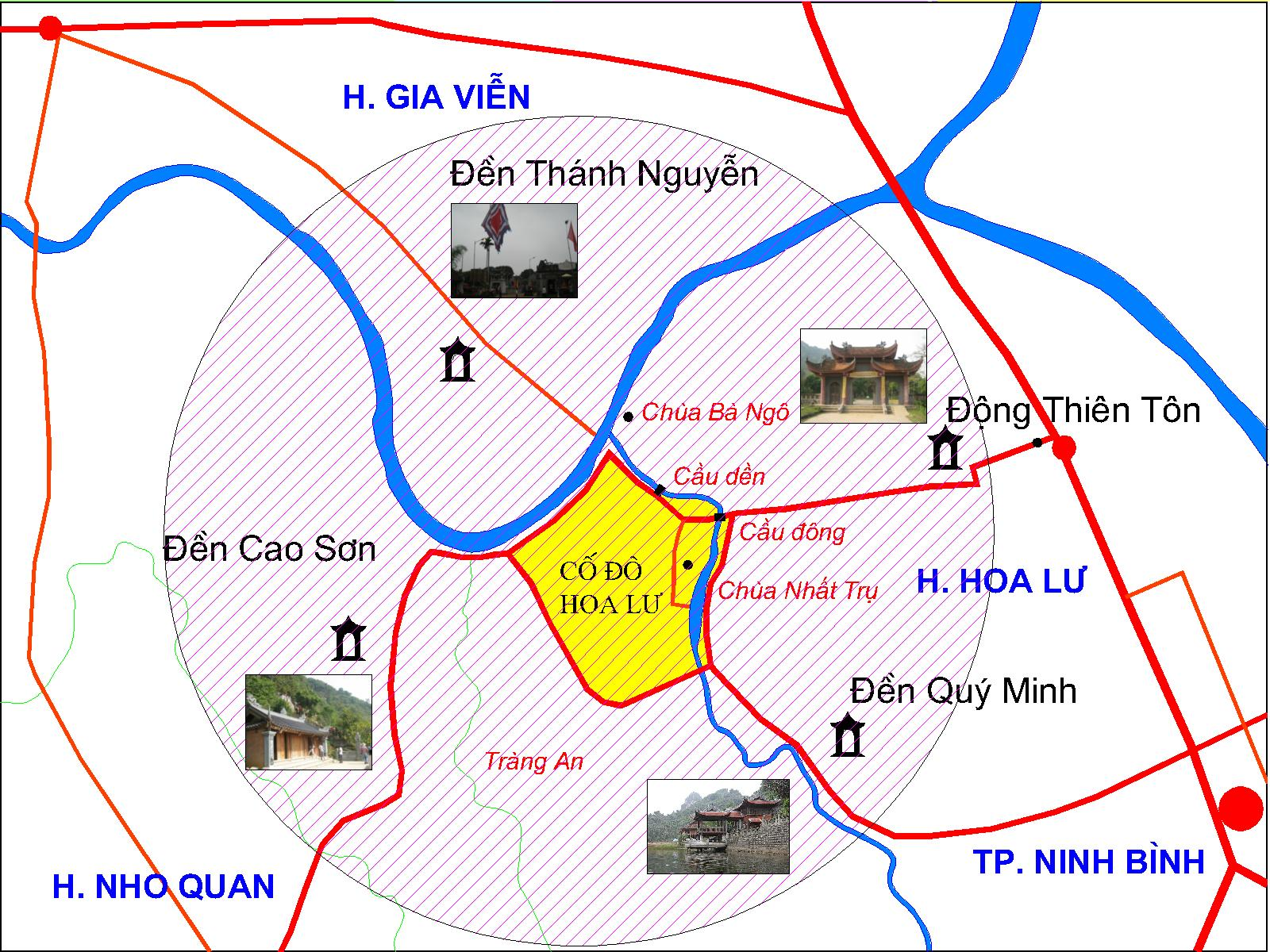
Đền Thánh Nguyễn trong không gian Hoa Lư tứ trấn

Đền Thánh Nguyễn là một ngôi đền cổ của làng Điềm, được xếp hạng di tích kiến trúc nghệ thuật quốc gia tháng 2 năm 1989.
Đền nằm trên mảnh đất dài 100m rộng hơn 40m, tổng thể công trình kiến trúc khá quy mô, được xây dựng theo kiểu "nội công ngoại quốc". Vào đền đi theo hai lối Đông Tây thấy có hai cột cờ hai bên vút cao. Đầu tiên là Vọng Lâu. Bên hồi của Vọng Lâu có cây đèn đá, cao hơn một mét, biểu tượng của cây đèn Nguyễn Minh Không xưa kia ngồi thắp sáng để thiền tịnh. Chuyện kể rằng, cây đèn tự nhiên mọc lên, Nguyễn Minh Không thường đêm đêm ngồi bên cây đèn, các loài chim, loài thú về chầu xung quanh, ánh sáng cây đèn chiếu sáng đến tầng mây trên không. Chính vì thế, nhân dân tôn hiệu ông là Minh Không và từ đó trở đi tục gọi thiền sư là Minh Không.
Đền có 4 toà làm theo kiểu tiền nhất, hậu công (trước theo kiểu chữ nhất 一 sau là chữ công 工). Năm gian tiền đường làm theo kiểu chồng rường, hồi có mái đại, trụ non xà đuôi chuột, các cặp xà dọc, xà ngang, xà nách, được bám vào cột chắc khoẻ như những ngấn mộng chính xác kín kít, phân bổ ở vị trí không để ảnh hưởng tới sự chịu tải của cột. Gian giữa trên cao ở phía ngoài có cuốn thư chạm khắc bốn chữ Hán Thiên khái Thánh sinh (trời sinh ra Thánh). Bên trong để đồ tế khí, có hai chiếc trống rất quý hiếm, mặt trống đường kính 1,4 m. Trong cùng là chính tẩm gồm 5 gian, thờ Nguyễn Minh Không và cha mẹ ông. Phía sau chính tẩm là gác chuông hai tầng, tám mái, cũng toàn bằng gỗ lim. Gác chuông đây treo một quả chuông nặng hơn 1 tấn, cao 1,60 m. Quanh đền có nhiều cây cổ thụ tán là xanh tươi và những cây cảnh điểm trang cho đền, tạo thành một bức tranh phong cảnh làng quê thâm nghiên, tĩnh mịch.
Lễ hội đền Thánh Nguyễn diễn ra từ ngày 8 đến ngày 10 tháng 3 âm lịch. Đây là dịp nhân dân địa phương tri ân đức Thánh Nguyễn Minh Không. Lễ hội chính được tổ chức 5 năm một lần hoặc 10 năm một lần (tuỳ theo điều kiện kinh tế); lễ hội hàng năm tổ chức vào dịp tháng Giêng. Trong phần lễ chính có tục rước nước từ sông Hoàng Long về đền; tế lục khúc, tế nam quan, nữ quan; phần hội có tổ chức các trò chơi dân gian như kéo co, chọi gà, cờ 32 quân, cờ người…

### Núi Cắm Gươm
Tiến Thắng nằm bên sông Hoàng Long gắn với truyền thuyết Rồng vàng cõng Vua, bên sông này có núi Kiếp Lĩnh còn gọi là núi Cắm Gươm là một di tích lịch sử văn hóa gắn với truyền thuyết Đinh Bộ Lĩnh khi bị người chú đuổi chạy đến đây thì dưới sông có rồng vàng hiện lên chở qua sông. Từ đó sông mang tên Hoàng Long, con đường Vua chạy được gọi là đường Vua Đinh.